# 主鮋
主鮋（学名：Scorpaena cardinalis）為輻鰭魚綱鮋形目鮋亞目鮋科的其中一種，為溫帶海水魚，分布於西南太平洋澳洲及紐西蘭海域，棲息深度可達154公尺，體長可達18公分，棲息在岩石底質底層水域，夜行性，以小型無脊椎動物為食，生活習性不明。
其种加词“cardinalis”意为“深红色的”（来源于红衣主教的长袍颜色）。